# Silba isla
Silba isla är en tvåvingeart som beskrevs av Macgowan 2005. Silba isla ingår i släktet Silba och familjen stjärtflugor. Inga underarter finns listade i Catalogue of Life.